# Alternativna povijest
Alternativna povijest jest žanr spekulativne fikcije koji opisuje povijest čovječanstva različitu od naše, obično s promijenjenim jednim ključnim događajem.  Smatra se dijelom beletristike, znanstvene fantastike, ili povijesne književnosti, ovisno o djelu.
Jednim od prvih primjera alternativne povijesti smatra se Livijeva spekulacija u povijesti Rima Ab urbe condita o tome što bi se dogodilo da se Aleksandar Veliki okrenuo ka osvajanju zapada i Rimske Republike umjesto istoka.  Livije je zaključio da bi Rimljani vjerojatno pobijedili Aleksandra.
Od 1920-ih na dalje žanr alternativne povijesti isprepleće se sa znanstvenom fantastikom kroz temu putovanja između paralelnih svjetova različitih povijesti.  Poznatiji pisci djela alternativne povijesti su H. G. Wells, Philip K. Dick, Vladimir Nabokov, Isaac Asimov i drugi.